# Berufsverbot (Deutschland)
Berufsverbot bedeutet das Verbot, einen Beruf, Berufszweig, Gewerbe oder Gewerbezweig auszuüben. Es kann in einem Strafverfahren von einem Strafrichter, außerdem von den nach dem einschlägigen Berufsrecht zuständigen Behörden ausgesprochen werden. Außerhalb derartiger Verfahren gibt es auch Berufsverbote aus politischen Gründen.
Davon abzugrenzen ist das arbeitsrechtliche Beschäftigungsverbot, das einem Arbeitgeber die Beschäftigung eines Arbeitnehmers aus Gründen des Gesundheitsschutzes verbietet, etwa nach dem Mutterschutzgesetz.

## Straf- und Berufsrecht
Berufsverbote greifen ähnlich wie eine Gewerbeuntersagung unmittelbar und direkt in die Berufsfreiheit des Art. 12 GG ein und bedürfen einer gesetzlichen Grundlage. Rechtsgrundlage für ein vorläufiges strafrechtliches Berufsverbot im Ermittlungsverfahren ist § 132a StPO, für die Anordnung als Rechtsfolge einer Straftat im Urteil § 70 StGB. Es setzt voraus, dass jemand wegen einer rechtswidrigen Tat, die er unter Missbrauch seines Berufs oder Gewerbes oder unter grober Verletzung der mit ihnen verbundenen Pflichten begangen hat, verurteilt oder nur deshalb nicht verurteilt, weil seine Schuldunfähigkeit erwiesen oder nicht auszuschließen ist. Der Bundesgerichtshof hat in einem Urteil vom 25. April 2013 entschieden, dass für ein Berufsverbot bei Ersttätern besonders strenge Anforderungen gelten. Berufsrechtlich ist ein Verhalten erforderlich, aus dem sich die Unwürdigkeit oder Unzuverlässigkeit zur Ausübung des jeweiligen Berufs ergibt. 
Beispiele:
- Gerichte können bei missbräuchlicher oder grob pflichtwidriger Berufsausübung die Ausübung dieser Tätigkeit für die Dauer von einem Jahr bis zu fünf Jahren verbieten, ausnahmsweise auch für immer.[5]
- Einem Arzt kann wegen schwerer Behandlungsfehler die Ausübung des Arztberufs nach der Approbationsordnung untersagt werden.
- Rechtsanwälte brauchen für ihre Tätigkeit eine Zulassung. Diese kann ihnen von der zuständigen Rechtsanwaltskammer entzogen werden, insbesondere bei Überschuldung (Vermögensverfall) und groben Berufsrechtsverstößen.

### Entzug der Approbation
Hat sich ein Arzt eines Verhaltens schuldig gemacht, aus dem sich seine Unzuverlässigkeit oder Unwürdigkeit zur Ausübung des Arztberufs ergibt, kann nach § 5 i.V.m § 3 Abs. 1 Satz 1 Nr. 2 BÄO die Approbation zurückgenommen oder widerrufen werden.
Unzuverlässigkeit liegt vor, wenn der Arzt nicht die charakterliche Gewähr für die ordnungsgemäße Ausübung des Heilberufes bietet. Sie kann u. a. aus dem Fehlen der Eigenschaft der Gewissenhaftigkeit, z. B. bei Alkohol- oder Medikamentenabhängigkeit oder dem erkennbaren Hang zur Missachtung gesetzlicher Vorschriften, vor allem bei wiederholten Straftaten im Zusammenhang mit der Berufsausübung gefolgert werden.
Unwürdigkeit zur Ausübung des Berufes ist dann anzunehmen, wenn der Arzt durch sein Verhalten (z. B. durch einen sexuellen Missbrauch) nicht mehr das zur Ausübung des Berufes erforderliche Ansehen und Vertrauen besitzt. Auch ein außerhalb des Berufes liegendes Fehlverhalten kann den Widerruf der Approbation wegen Unwürdigkeit rechtfertigen.
Entsprechendes gilt für Zahnärzte (§§ 4, 2 Abs. 1 Satz 1 Nr. 2 Gesetz über die Ausübung der Zahnheilkunde), Apotheker und approbierte Psychotherapeuten.

### Gesetzliche Folge
Als gesetzliche Folge tritt das Berufsverbot stets ein, sofern die Verurteilung wegen eines Insolvenzdeliktes (§§ 283–283d StGB) erfolgt. Die Geschäftsführung einer GmbH ist dann für fünf Jahre untersagt.
Als Maßregelanordnung wird das Berufsverbot verhängt, wenn sich die rechtswidrige Tat als Missbrauch der Berufs- und/oder Gewerbefreiheit darstellt. Voraussetzung der Anordnung ist nach §§ 70, 62 StGB neben dem Missbrauch eine Wiederholungsgefahr sowie die Verhältnismäßigkeit des Berufsverbotes.
Die Anordnung kann zur Bewährung ausgesetzt werden (§ 70a StGB).

### Dauer der Rechtsfolge und Zuwiderhandlungen
Das Berufsverbot bedeutet schließlich die Unterbindung jeder Berufsausübung in dem Berufs- oder Gewerbezweig für maximal fünf Jahre. Nur ausnahmsweise ist keine Befristung vorzusehen.
Der Verstoß gegen das (strafgerichtliche) Berufsverbot stellt eine Straftat dar, die nach § 145c StGB mit Freiheitsstrafe bis zu einem Jahr oder Geldstrafe bestraft werden kann.

## Geschichte

### Deutscher Bund bis Weimarer Republik
Der Deutsche Bund (1815–1866) war ein Staatenbund, der die innere und äußere Sicherheit Deutschlands gewährleisten sollte. Das Bundesrecht verbürgte keine Grundrechte.
In der Frankfurter Reichsverfassung vom 28. März 1849 waren die Freizügigkeit, die Berufsfreiheit, die Auswanderungsfreiheit, das Briefgeheimnis, die Meinungsfreiheit, die Pressefreiheit, die Glaubensfreiheit, die Gewissensfreiheit, die Versammlungsfreiheit und das Recht auf Eigentum garantiert. Zwar konnte die Verfassung nicht rechtswirksam werden, jedoch ihr Grundrechtsteil (Abschnitt VI, §§ 130–189) entsprach den durch das Reichsgesetz betreffend die Grundrechte des deutschen Volkes vom 27. Dezember 1848 für anwendbar erklärten Grundrechten. Den Grundrechten kam kaum praktische Bedeutung zu, da die Gegenrevolution zu diesem Zeitpunkt wieder erstarkt war und mehrere Gliedstaaten des Deutschen Bundes die Veröffentlichung der Grundrechte in ihren Gesetzblättern verweigerten, was nach damaligem Bundesrecht zu deren Inkrafttreten erforderlich gewesen wäre. Schon im August 1851 wurde der Grundrechtskatalog vom Bundestag im Bundesreaktionsbeschluss formal wieder aufgehoben.
Die Verfassung des Deutschen Reichs von 1871 verbürgte dagegen nur wenige Grundrechte wie die Freizügigkeit. Erst die Weimarer Reichsverfassung erhielt wieder einen Grundrechtskatalog und als zusätzliche soziale Grundrechte unter anderem die Grundpflicht und das Grundrecht auf Arbeit (Art. 163 WRV).

### Zeit des Nationalsozialismus

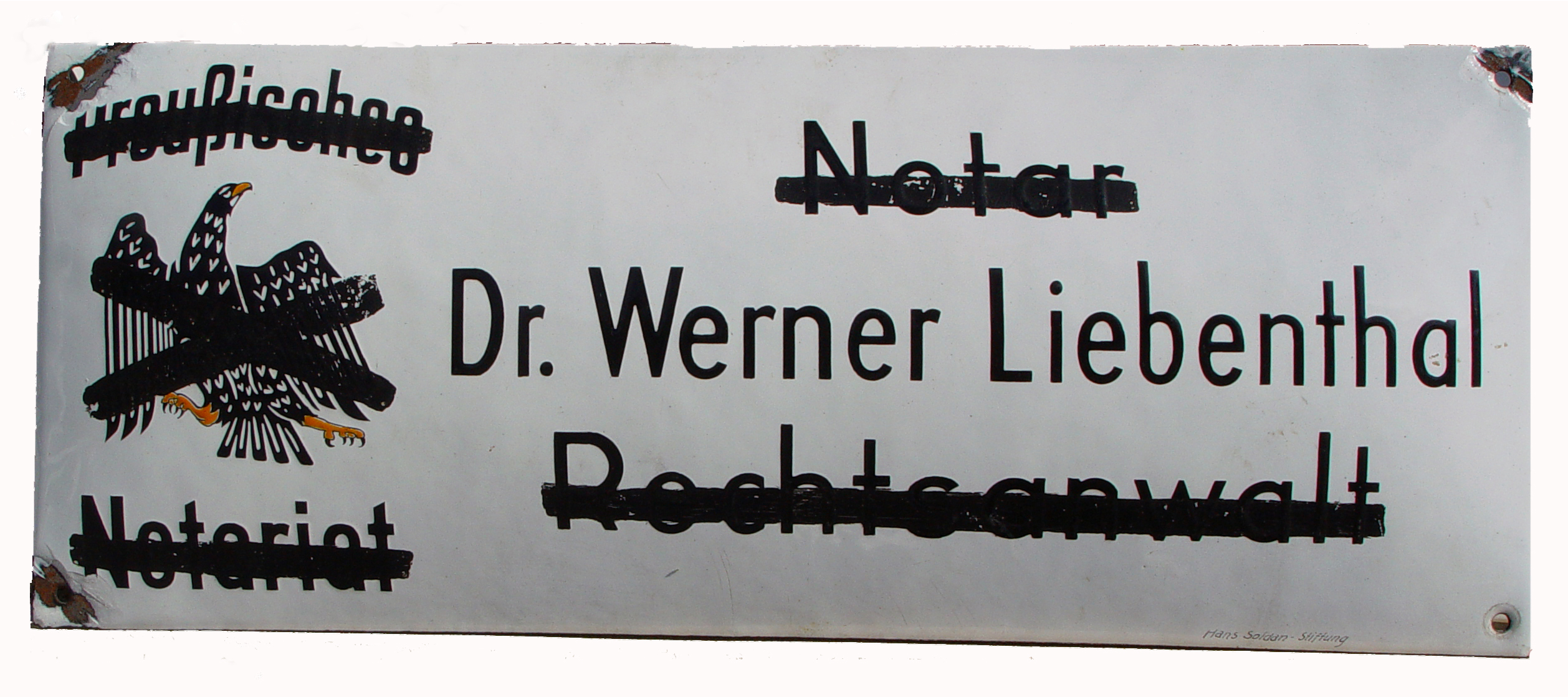
Übermaltes Kanzleischild des Rechtsanwalts und Notars Werner Liebenthal nach dem Berufsverbot vom 6. Juli 1933 (Martin-Luther-Straße, Berlin)

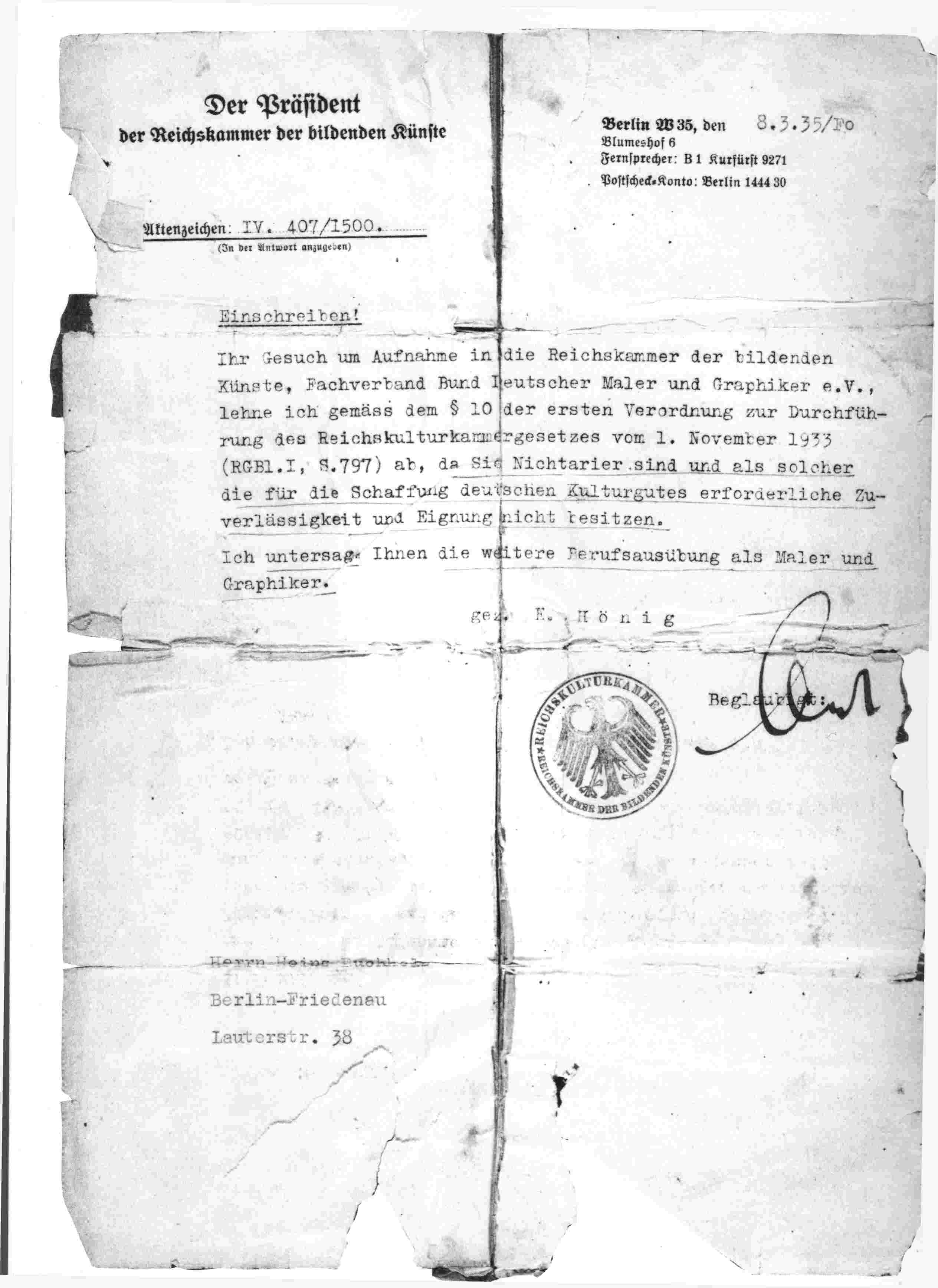
Die Aufnahme des „Nichtariers“ Heinz Buchholz in die Reichskammer der Bildenden Künste wird abgelehnt und „die weitere Berufsausübung als Maler und Graphiker untersagt“ (1935)

In der Zeit des Nationalsozialismus dienten Berufsverbote neben der Kriminalitätsbekämpfung insbesondere als Arisierung zur Verdrängung der jüdischen Bevölkerung aus Wirtschaft, Kultur und Öffentlichkeit und letztlich dem Ausschluss aus der „Volksgemeinschaft“. Mit sog. Arierparagraphen wurde Nachkommen jüdischer Eltern und Großeltern nicht nur der Zugang zu zahlreichen Berufen, sondern auch zu Verbänden und Vereinen versagt. Ein Beispiel ist das Berufsbeamtengesetz vom 7. April 1933. Durch die Verordnung über die Zulassung von Ärzten zur Tätigkeit bei den Krankenkassen vom 22. April 1933 wurde jedoch nicht nur „nicht arischen“ Ärzten die kassenärztliche Zulassung entzogen, sondern auch solchen, die sich „im kommunistischen Sinne betätigt“ hatten. Infolge der Nürnberger Gesetze von 1935 durften Juden spätestens ab 1938 nicht mehr als Ärzte oder Rechtsanwälte tätig sein.
Das Schriftleitergesetz vom 4. Oktober 1933 diente zur ideologischen Gleichschaltung der Presse. Zur „Mitwirkung an der Gestaltung des geistigen Inhalts der im Reichsgebiet herausgegebenen Zeitungen und politischen Zeitschriften durch Wort, Nachricht oder Bild“ war nur befugt, wer die deutsche Reichsangehörigkeit besaß  und „arischer Abstammung“ war.
Nach der Ersten Verordnung zur Durchführung des Reichskulturkammergesetzes vom 1. November 1933 war eine künstlerische Tätigkeit nur Mitgliedern einer Einzelkammer erlaubt. Die Aufnahme in eine Einzelkammer konnte abgelehnt oder ein Mitglied ausgeschlossen werden, „wenn Tatsachen vorlagen, aus denen sich ergibt, dass die in Frage kommende Person die für die Ausübung ihrer Tätigkeit erforderliche Zuverlässigkeit und Eignung nicht besitzt.“ Danach konnten auch viele nicht-jüdische Vertreter der sog. entarteten Kunst nicht mehr tätig sein.
Opfer der nationalsozialistischen Verfolgung, die „Schaden in ihrem beruflichen oder wirtschaftlichen Fortkommen erlitten hatten,“ wurden in der Bundesrepublik Deutschland nach dem Bundesentschädigungsgesetz (BEG) entschädigt (§ 64 Abs. 2 BEG). Dazu zählten auch Künstler und Wissenschaftler, die eine vom Nationalsozialismus abweichende Richtung vertreten hatten (§ 1 Abs. 2 Nr. 2 BEG).

#### Approbationsentzug jüdischer Ärzte, Zahnärzte, Tierärzte und Apotheker
Durch die „Vierte Verordnung zum Reichsbürgergesetz“ vom 25. Juli 1938 wurde das Erlöschen der Approbationen aller jüdischen Ärzte zum 30. September 1938 verordnet. Das Berufsverbot bedeutete das Ende ihrer beruflichen Existenz. 3152 jüdische Ärzte lebten damals noch in Deutschland. Sie durften sich nicht mehr Arzt nennen. 709 jüdischen Medizinern wurde auf Widerruf und mit polizeilicher Registrierung zugestanden, als „Krankenbehandler“ ausschließlich Juden zu behandeln.
Durch die „Achte Verordnung zum Reichsbürgergesetz“ vom 17. Januar 1939 wurde auch den jüdischen Zahnärzten, Tierärzten und Apothekern zum 31. Januar 1939 die Approbation entzogen.
- Stellvertretend für die Opfer:
  - Magdalena Schwarz
  - Ernst Boris Chain
  - Konrad Bloch
  - Richard Willstätter

#### Berufsverbot für Rechtsanwälte
Schon der erste Judenboykott am 1. April 1933 richtete sich auch gegen Rechtsanwälte. Das alsbald erlassene Gesetz über die Zulassung zur Rechtsanwaltschaft schloss jüdische Rechtsanwälte aus, sofern sie nicht durch das zuerst einzuklagende sogenannte Frontkämpferprivileg, wie beispielsweise bei Ernst Fraenkel, geschützt waren.
Am 27. September 1938 wurde ein generelles Berufsverbot für jüdische Rechtsanwälte erlassen.
Daneben wurden z. B. Vertretungsverbote gegen politisch unliebsame Anwälte ausgesprochen. Zum Beispiel erhielt Erich Koch-Weser (seine Mutter war Jüdin) im April 1933 ein Vertretungsverbot (und das, obwohl der damalige Reichspräsident Hindenburg sich für Koch-Weser eingesetzt hatte).

#### Berufsverbot für Künstler
Berufsverbot erhielten zahlreiche Künstler durch die Reichskammer der Bildenden Künste, deren Werke den Nationalsozialisten nicht gefielen. Beispiele:
| - Heinrich Braune - Edgar Ende - Ernst Haider - Willibald Krain | - Erich Kühn - Emil Nolde - Georg Alfred Stockburger - Theodor Zeller |

#### Berufsverbot für Kriminelle
Durch das Gewohnheitsverbrechergesetz wurde § 42l RStGB eingeführt, der in der DDR bis 1968, in der BRD bis 1974 galt.

### Besatzungszeit
Besatzungsrechtlich wurden gegen eine Vielzahl von Belasteten aus der Zeit des Nationalsozialismus Berufsverbote verhängt. Dies galt vor allem für Beschäftigte im öffentlichen Dienst. Berufsverbote waren ein Instrument der Entnazifizierung. So wurden nach 1945 auch Filmkünstlern, die im Nationalsozialismus eng mit dem Regime zusammengearbeitet hatten, weitere Tätigkeiten in der Filmbranche von den Siegermächten nach dem Zweiten Weltkrieg verboten. Dazu zählte etwa Heinrich George, neben vielen anderen aufgeführt auf der sog. Gottbegnadeten-Liste.

### Beschäftigung im Öffentlichen Dienst der Bundesrepublik Deutschland
Beamte stehen in einem öffentlich-rechtlichen Dienst- und Treueverhältnis zu ihrem Dienstherrn (Art. 33 Abs. 4, Abs. 5 GG). In das Beamtenverhältnis darf nur berufen werden, wer die Gewähr dafür bietet, jederzeit für die freiheitliche demokratische Grundordnung im Sinne des Grundgesetzes einzutreten. 
Verfassungsfeindliche Aktivitäten oder die Mitgliedschaft in einer Organisation, die verfassungsfeindliche Ziele verfolgt, stehen einer Beschäftigung im Öffentlichen Dienst nach den Beamtengesetzen entgegen.
Nach dem Adenauer-Erlass von 1950 sah der sogenannte Radikalenerlass von Willy Brandt (1972) eine Einzelfallprüfung links- und rechtsradikaler Bewerber und bereits berufener Beamter vor. Der Erlass stieß auf erhebliche nationale und internationale Resonanz. Er wurde zunächst dazu eingesetzt, Bewerbern die Aufnahme in den Staatsdienst zu verwehren, später auch, um Beamte disziplinarrechtlich aus dem Dienst zu entfernen. Diese Menschen waren Mitglied in einer Organisation, die zwar legal und auch nicht „verfassungswidrig“ war, die man aber als „verfassungsfeindlich“ bezeichnete. Eventuell standen die Betroffenen der Organisation nur nahe. Grundlage waren Beobachtungsergebnisse von Nachrichtendiensten.
Die „Berufsverbote“, wie diese Praxis im Alltag bald benannt wurde, waren einmalig in den Europäischen Gemeinschaften. Zwar hieß es, sie seien gegen „Radikale von links wie rechts“ gerichtet, faktisch aber betrafen sie „fast ausschließlich“ (Friedbert Mühldorfer) Kommunisten und andere Linke wie etwa Mitglieder der Deutschen Kommunistischen Partei (DKP) oder des Sozialistischen Hochschulbunds (SHB). So wurden in Bayern zwischen 1973 und 1980 aus dem linken Spektrum 102 Bewerber abgelehnt, dagegen nur zwei aus dem rechten. Die Befürworter des Radikalenerlasses wandten sich gegen die Verwendung des Worts „Berufsverbote“, weil es sich – wie es das Bundesverfassungsgericht im sog. Extremisten-Beschluss formulierte – um „ein Schlag- und Reizwort“ handle, „das nur politische Emotionen“ wecken solle.
Auch wenn die Betroffenen ihren Beruf als solchen weiterhin ausüben durften, konnten die Folgen ähnlich sein wie bei einem Berufsverbot. In manchen Berufen waren alle oder fast alle Arbeitsplätze im öffentlichen Dienst. Das galt vor allem für Lehrer, da Schulen fast immer in kommunaler Trägerschaft waren und nur selten privat, sowie für Postler und Eisenbahner. Bundesbahn und Bundespost waren noch Staatsbetriebe. Nationale und internationale Organisationen und Institutionen wie die Internationale Arbeitsorganisation oder der Europäische Gerichtshof für Menschenrechte sahen darin einen Verstoß gegen das Völkerrecht bzw. eine Verletzung des Rechts auf Meinungs- und Vereinigungsfreiheit der Europäischen Menschenrechtskonvention.
Der Erlass von Brandt wurde vor allem in Frankreich als undemokratisch abgelehnt, wo sich 1972 die Sozialistische Partei, die Kommunistische Partei und die Bewegung der Radikalen Linken gerade auf ein gemeinsames Programm einer künftigen Regierung geeinigt hatten. François Mitterrand, Vorsitzender der Sozialistischen Partei Frankreichs, war 1976 Mitbegründer des Comité français pour la liberté d’expression et contre les interdictions professionelles en RFA. Weitere Komitees gegen die Einschränkung der Bürger- und Freiheitsrechte entstanden. Das Wort „Berufsverbote“ wurde ins Französische übernommen. Manche Beobachter in Frankreich befürchteten, Westdeutschland falle in überkommene antidemokratische und autoritäre Politikmuster zurück.
Als erstes Land der Bundesrepublik beschloss Niedersachsen 2016 die Einrichtung einer Kommission „zur Aufarbeitung der Schicksale der von niedersächsischen Berufsverboten betroffenen Personen und der Möglichkeiten ihrer politischen und gesellschaftlichen Rehabilitierung“. Begründet wurde der Landtagsbeschluss u. a. mit der Feststellung, es handle sich bei den „Berufsverboten“ um ein unrühmliches Kapitel in der Geschichte Niedersachsens.

### DDR
In der DDR gab es zwar ein Recht auf Arbeit, was jedoch nicht bedeutete, dass man ein Recht darauf hatte, einen bestimmten Beruf zu erlernen oder seinen erlernten Beruf auch auszuüben. In der DDR war ein Grundrecht auf Berufsfreiheit nicht gewährleistet. 
Berufsverbote wurden sehr differenziert und in politischen Fällen auch unter Einsatz geheimdienstlicher Methoden eingesetzt. Sie reichten von der Entlassung über eine erzwungene Versetzung, die Bewährung in der Produktion bis hin zur Zugangsverweigerung zu bestimmten Bildungs- und Ausbildungswegen. Ebenso vielfältig waren die Gründe, die ein Berufsverbot rechtfertigen konnten. Weder musste die „Verfehlung“ strafrechtliche Relevanz haben noch war lediglich offene politische Gegnerschaft betroffen, vielmehr konnte bereits die Weigerung, Mitglied der staatlichen Jugendorganisation FDJ oder des FDGB zu werden oder ein politischer Witz ausreichen. In den 70er und 80er Jahren wurden solche Maßnahmen häufig gegen Antragsteller auf Ausreise aus der DDR angewandt.
Daneben konnten gemäß § 53 StGB ein „Verbot bestimmter Tätigkeiten“ von einem bis fünf Jahren verhängt werden, wenn die Tätigkeit für eine Straftat ausgenutzt wurde oder in Zusammenhang mit dieser stand und die Untersagung im Interesse der Gesellschaft als notwendig angesehen wurde.